# Gustav Zimmermann (Politiker, 1888)
Gustav Zimmermann (* 2. Dezember 1888 in Liedolsheim; † 1. August 1949 in Karlsruhe) war ein deutscher Politiker (SPD).

## Leben und Beruf
Zimmermann absolvierte eine Schlosserlehre und arbeitete anschließend als Mechaniker und Seemann sowie als technischer und kaufmännischer Angestellter. Von 1914 bis 1918 nahm er als Soldat am Ersten Weltkrieg teil. Während des Krieges wurde er schwer verwundet. Er war von 1919 bis 1933 als Redakteur bei der Volksstimme in Mannheim tätig und fungierte seit 1931 als Direktor des Verlages. 
Nach der Machtübertragung an die Nationalsozialisten wurde er im März 1933 in „Schutzhaft“ genommen, später dann wegen der Herausgabe einer illegalen Zeitung zu drei Monaten Gefängnis verurteilt. Nachdem er im Berufungsverfahren freigesprochen wurde, war er zunächst erwerbslos, wirkte 1936/37 kurzzeitig als Geschäftsführer einer Papierwarenfabrik und arbeitete anschließend bis zum Kriegsende als Vertreter in Exportfirmen. 1938 wurde er erneut in „Schutzhaft“ genommen und im KZ Kislau festgehalten.
1913 heiratete Zimmermann Marie Achtstetter, aus der Ehe gingen zwei Kinder hervor.

## Partei
Zimmermann trat vor 1919 in die SPD ein. Er war von 1919 bis 1923 sowie von 1924 bis 1933 stellvertretender Landesvorsitzender und 1923/24 Landesvorsitzender der SPD Baden. 1945 wurde er zum stellvertretenden Landesvorsitzenden der SPD Württemberg-Baden gewählt.

## Abgeordneter
Zimmermann war von 1919 bis 1923 Stadtverordneter und dann bis 1933 Stadtrat in Mannheim. Er war 1946 Mitglied der Vorläufigen Volksvertretung für Württemberg-Baden und dann Mitglied der Verfassunggebenden Landesversammlung Württemberg-Badens. Anschließend wurde er in den Landtag von Württemberg-Baden gewählt, dem er bis zu seinem Tode als Vizepräsident angehörte. Im Parlament vertrat er den Wahlkreis 3 (Mannheim). 1948/49 war er Mitglied des Parlamentarischen Rates. Hier war er stellvertretender Vorsitzender der SPD-Fraktion.

## Öffentliche Ämter
Zimmermann war seit 1945 stellvertretender Oberbürgermeister und Referent für den Wiederaufbau in Mannheim. Ab September 1946 amtierte er als Landesdirektor des Innern in Württemberg-Baden. 1948 wurde er geschäftsführender Präsident des Landesbezirks Baden.